# Phaéton (planète)
 (avril 2025).
Si vous disposez d'ouvrages ou d'articles de référence ou si vous connaissez des sites web de qualité traitant du thème abordé ici, merci de compléter l'article en donnant les références utiles à sa vérifiabilité et en les liant à la section « Notes et références ».
Pour les articles homonymes, voir Phaéton.
Phaéton (en grec ancien : Φαέθων / Phaéthōn, prononcé : /pʰa.é.tʰɔːn/) est une hypothétique planète qui aurait orbité entre Mars et Jupiter, et dont la destruction aurait donné naissance à la ceinture d'astéroïdes.

## L'hypothèse de Phaéton

### La lacune de Titius-Bode
Selon la loi empirique de Titius-Bode, une planète devrait se trouver entre Mars et Jupiter. Johann Elert Bode lui-même insistait sur la nécessité de rechercher cette planète. Lorsque Cérès, le plus grand des astéroïdes est découvert en 1801 par hasard par Giuseppe Piazzi à la position orbitale prévue de la cinquième planète, la communauté astronomique pense tenir ce qui est considéré comme le chaînon manquant de la loi de Titius-Bode.

### L'hypothèse d'une planète détruite
En 1802, lorsque l'astronome Heinrich Olbers découvre un second objet orbitant dans la même zone orbitale que Céres, il le nomme Pallas. Olbers émet alors l'hypothèse que les deux corps récemment découverts pourraient être des fragments d'une planète détruite qui orbitait jadis dans cette position. Les découvertes des astéroïdes Junon en 1804 par Karl Ludwig Harding et de Vesta en 1807 par Olbers renforcent cette hypothèse[réf. nécessaire].

### Le nom de Phaëton
En 1823, le linguiste allemand Johann Gottlieb Radlof (de) appelle cette planète détruite Phaéton, en référence au mythe raconté dans les Métamorphoses d'Ovide du fils du Soleil foudroyé par le dieu Jupiter. Au XXe siècle, l'astronome soviétique, spécialiste des météorites Ievgueni Krinov (ru) (l'un des grands spécialistes de l'affaire de la Toungouska), « ressort » l'hypothèse et suggère lui aussi le nom de « Phaéton » pour l'hypothétique objet disparu.

## Contre-hypothèses

### Le modèle d’accrétion
La plupart des astronomes d'aujourd'hui, pensent que les astéroïdes de la ceinture principale sont les restes du disque protoplanétaire, l'accrétion en planète ayant été rendue impossible par les grandes perturbations gravitationnelles induites par Jupiter, pendant la période de formation du système solaire[réf. nécessaire]. Ce modèle ne nécessite donc pas de supposer qu'une planète aurait disparu.

### Une planète V entre Mars et la ceinture d'astéroïdes
En mars 2002 fut présentée une nouvelle théorie par les scientifiques de la NASA John Chambers et Jack Lissauer lors de la 33e Lunar and Planetary Science Conference. À partir de simulations, une planète qu'ils nomment la planète V aurait pu exister entre Mars et la ceinture d'astéroïdes il y a environ 3,9 milliards d'années,,. Bien qu'on puisse trouver une ressemblance avec l'hypothèse d'Olbers, leurs travaux n'ont cependant pas pour but d'expliquer la création de la ceinture d'astéroïdes : ils cherchent plutôt à décrire l'origine du grand bombardement tardif et placent leur planète hypothétique entre l'orbite de Mars et une ceinture d'astéroïdes déjà existante.

## Dans la fiction
Le thème central de Et la planète sauta..., un roman de science-fiction de B. R. Bruss publié en 1946, est le scénario ayant mené à la destruction de cette planète (nommée Rhama dans cette fiction).
L'écrivain de space opera Edmond Hamilton a repris cette hypothèse d'une planète située jadis entre Mars et Jupiter dans sa série Capitaine Futur. Dans cette fiction, la planète se nomme Katan.
Cette hypothèse de planète située jadis entre Mars et Jupiter est également évoquée dans le cycle des Maîtres Insulaires de la série Perry Rhodan sous le nom de Zeut. Elle aurait été détruite par les Halutiens en −50 000 av. J.-C.
Dans le manga Terra Formars de Yū Sasuga et Kenichi Tachibana, il est régulièrement fait référence à une planète nommée Rahab qui se serait trouvée entre Mars et Jupiter mais aurait été détruite par la collision avec une comète à une époque ancienne. Son existence passée (et peut-être les retombées issues de sa destruction sur Terre et sur Mars) serait l'explication de l'apparition de phénomènes imprévus dans le processus de terraformation de Mars, comme les gigantesques cafards humanoïdes peuplant Mars et vouant une haine improbable aux humains.

## L'astéroïde Phaéton
Le nom de « Phaéton » a aussi été attribué à un astéroïde n'orbitant pas dans la ceinture principale, il porte le numéro 3200 et fait partie de la famille des Astéroîdes Apollon.